# Marius Felix Lange
Marius Felix Lange (* 28. November 1968 in Berlin) ist ein deutscher Komponist.

## Leben

### Kindheit und Jugend
Der 1968 in Berlin geborene Marius Felix Lange erhielt im Alter von acht Jahren Violin- und mit elf Jahren Klavierunterricht. Von 1980 bis 1987 war er Jungstudent am
Julius-Stern-Institut der Hochschule der Künste Berlin bei Saschko Gawriloff und Tomasz Tomaszewski. Er erhielt zu dieser Zeit verschiedene Auszeichnungen bei Jugend musiziert und anderen Kammermusikwettbewerben und war 1987 Mitglied im Festivalorchester und der Orchesterakademie des Schleswig-Holstein Musik Festivals unter Leonard Bernstein und Sergiu Celibidache.

### Ausbildung
Lange studierte Geige an der Hochschule für Musik und Tanz Köln und in Klagenfurt. 1993 begann er ein Studium der Schulmusik in Stuttgart, 1997 kamen Jazz- und Popularmusik als Verbreiterungsfach hinzu. 2001 schloss er mit dem 1. Staatsexamen ab. Von 1998 bis 2002 studierte er Filmmusik und Sounddesign an der Filmakademie Baden-Württemberg und von 2001 bis 2006 Komposition in Mannheim bei Ulrich Leyendecker. 2004 erhielt er ein Stipendium der Bayreuther Festspiele.

### Karriere
2002 war Marius Felix Lange musikalischer Leiter der Eröffnungsproduktion „Deutschland deine Lieder“ der 1. Ruhrtriennale. In den folgenden Jahren schrieb er vorwiegend Filmmusik (bis 2012) und Opern. So komponierte er 2005 die „Oper für Kinder und Erwachsene“ Das Opernschiff oder Am Südpol, denkt man, ist es heiß auf ein Libretto von Elke Heidenreich. Es folgte die Oper Schneewittchen, die 2011 in der Oper Köln unter der Regie von Elena Tzavara uraufgeführt und Ende 2012 als Blanche-Neige an der Opéra national du Rhin in Straßburg von Waut Koeken als französische Erstaufführung inszeniert wurde. 2015 folgte in Fribourg die Schweizer Erstaufführung durch opéra Louise in einer Inszenierung von Julien Chavaz. 2013 schrieb Lange die Familienoper Das Gespenst von Canterville, Uraufführung im November 2013 am Opernhaus Zürich, Neuinstrumentierung und deutsche Erstaufführung an der Komischen Oper Berlin November 2014, österreichische Erstaufführung an der Volksoper Wien am 18. Oktober 2019. Für die Junge Oper Rhein-Ruhr, einen Zusammenschluss der Deutschen Oper am Rhein Düsseldorf/Duisburg, des Theaters Dortmund und des Theaters Bonn, schrieb er 2014 die Familienoper Vom Mädchen, das nicht schlafen wollte und 2016 Die Schneekönigin nach Hans Christian Andersen.

## Werk

### Opern
- 2004: Das Opernschiff oder Am Südpol, denkt man, ist es heiß. Libretto: Elke Heidenreich
- 2011: Schneewittchen. Libretto vom Komponisten
- 2013: Das Gespenst von Canterville. Libretto nach Michael Frowin
- 2014: Vom Mädchen, das nicht schlafen wollte. Libretto: Martin Baltscheit
- 2016: Die Schneekönigin. Libretto vom Komponisten
- 2018: Krieg. Stell dir vor, er wäre hier. Kammeroper für alle ab 14 Jahren nach dem gleichnamigen Buch von Janne Teller mit Gedichtinseln von Nora Gomringer
- 2019: Momotarō, der Pfirsichjunge. Libretto vom Komponisten, Uraufführung am 9. März 2019 in der Philharmonie Luxembourg
- 2019: Der Gesang der Zauberinsel oder Wie der Rasende Roland wieder zu Verstand kam. Libretto vom Komponisten, Uraufführung am 26. Juli 2019 bei den Salzburger Festspielen
- 2019: Schellen-Ursli. Libretto vom Komponisten, Uraufführung am 29. November 2019 am Theater Basel
- 2020: Carmen. Kammeroper nach George Bizet, Uraufführung am 24. Oktober 2020 an der Staatsoper Hannover[2]
- 2022: Für euch, Mädchen! Libretto vom Komponisten mit Gedichttexten von Nora Gomringer, Choroper für Mädchenchöre, Solistinnen und Orchester zum 30-jährigen Jubiläum der Mädchenkantorei Basel[3]

### Singspiele
- 2015: Millistrade, musikalisches Märchen für Sprecher, Singstimme und Orchester. Text: Linard Bardill

### Chorwerke mit Orchester
- 2022: ...im Zündholz der Olivenbäume..., Geschichte einer Flucht für Sopran, Kinderchor, gemischten Chor und Orchester auf Gedichte von Wahid Nader und Gesänge von Sappho
- 2024: Im Wald zur Nacht an einem kahlen Berg, Szene für Sopran, Kinderchor und Orchester, UA Staatsoper unter den Linden am 29. März 2024

### Orchesterwerke
- 2009: Das Orchester zieht sich an für Sprecher und Orchester Text: Karla Kuskin

### Lieder
- 2012: Der Zauberlehrling für mittlere Stimme und Klavier Text: Johann Wolfgang von Goethe
- 2017: Lieder des Tages für mittlere Stimme und Klavier auf Gedichte von Theodor Storm und Friedrich Nietzsche
- 2017: Blumen der Nacht für mittlere Stimme und Klavier auf Gedichte von Theodor Storm
- 2017: Die öffentlichen Verleumder für mittlere Stimme und Klavier Text: Gottfried Keller

### Kammermusik
- 2012: Nutcracker's Nightmare für Violine und Klavier, UA 29. Januar 2013 durch Hilary Hahn und Cory Smythe in der Berliner Philharmonie

### Filmmusik (Auswahl)
- 2003: Kiki+Tiger (Kurzfilm)
- 2005: Rose
- 2006: Das wahre Leben
- 2006: Neger, Neger, Schornsteinfeger!
- 2006: Gefangene
- 2007: Lutter (Fernsehreihe)
  - 2007:  Essen is’ fertig
  - 2007: Um jeden Preis
  - 2008:  Blutsbande
- 2008: Mein Herz in Chile
- 2008: Wilsberg (Fernsehserie)
  - Filmriss
  - Royal Flush
  - Interne Affären
- 2008: Polizeiruf 110 – Wie ist die Welt so stille
- 2009: Ein starkes Team – Geschlechterkrieg
- 2011: Familie macht glücklich
- 2012: Finn und der Weg zum Himmel

## Auszeichnungen
- 2004: 1. Preis beim 1. Internationalen Kompositionswettbewerb Köln für „Das Opernschiff oder Am Südpol, denkt man, ist es heiß“[1][4]
- 2012: “honorable mention” beim internationalen Zugaben-Kompositionswettbewerb von Hilary Hahn für „Nutcracker's Nightmare“[1][5]
- 2017: Nominierung für den Deutschen Musikautorenpreis 2017 in der Kategorie „Musiktheater“[6]